# Sd.Kfz. 234
234번 특수목적차량(독일어: Sonderkraftfahrzeug 234, Sd.Kfz 234)은 제2차 세계 대전 동안 나치 독일에서 설계하고 생산한 장갑차의 한 종류다. 경장갑 차량에 20mm/50mm 혹은 75mm 주포를 탑재했고, 타트라 V12엔진을 사용했다. Sd.Kfz.234는 Sd.Kfz.231과 유사한 외형을 지녔다.

## 개발
1차 세계 대전 종전 후, 베르사유 조약에 영향을 받지 않았기 때문에 독일에는 일찍이 차륜형 장갑차가 개발되었다. Sd.Kfz. 234는 아크(ARK) 차체에 GS 시리즈에 속하는 초기형 특수목적차량 (231/232/233) 중 성공작에 속한다.
빠른 기동성, 중장갑 차륜형 수색장갑차는 독일 국방군의 이른 폴란드와 프랑스 침공 기간동안 독일 장교들에게 깊은 인상을 주었으나, 설계안에 몇몇 결함이 나타났다. 따라서 국방군의 작전경험을 참고하여 새 장갑차 프로젝트가 1940년 8월 착수되었다. 최신의 뷔싱-나크(Büssing-NAG) Sd.Kfz. 232의 개량형인 Sd.Kfz. 234는 다음 해에 설계 되었다.이는 모노코크 8륜 차체를 개발하여, 북아프리카에서 공랭식 엔진을 사용하기 위한 것이다.
차체는 라이프치히-바렌(Leipzig-Wahren)에서 뷔싱-나크(Büssing-NAG)가 설계했으며, 장갑화된 차체는 크레펠트에 독일특수강제작소(Deutsche Edelstahlwerke)에서 제작되었다. 포탑은 베를린-마린펠데(Marienfelde)의 다임러 벤츠와 엘빙에 시하우(Schichau)가, 엔진은 네셀도르프에 링오퍼-타트라공업(Ringhoffer-tatra-werke)이 맡았다.

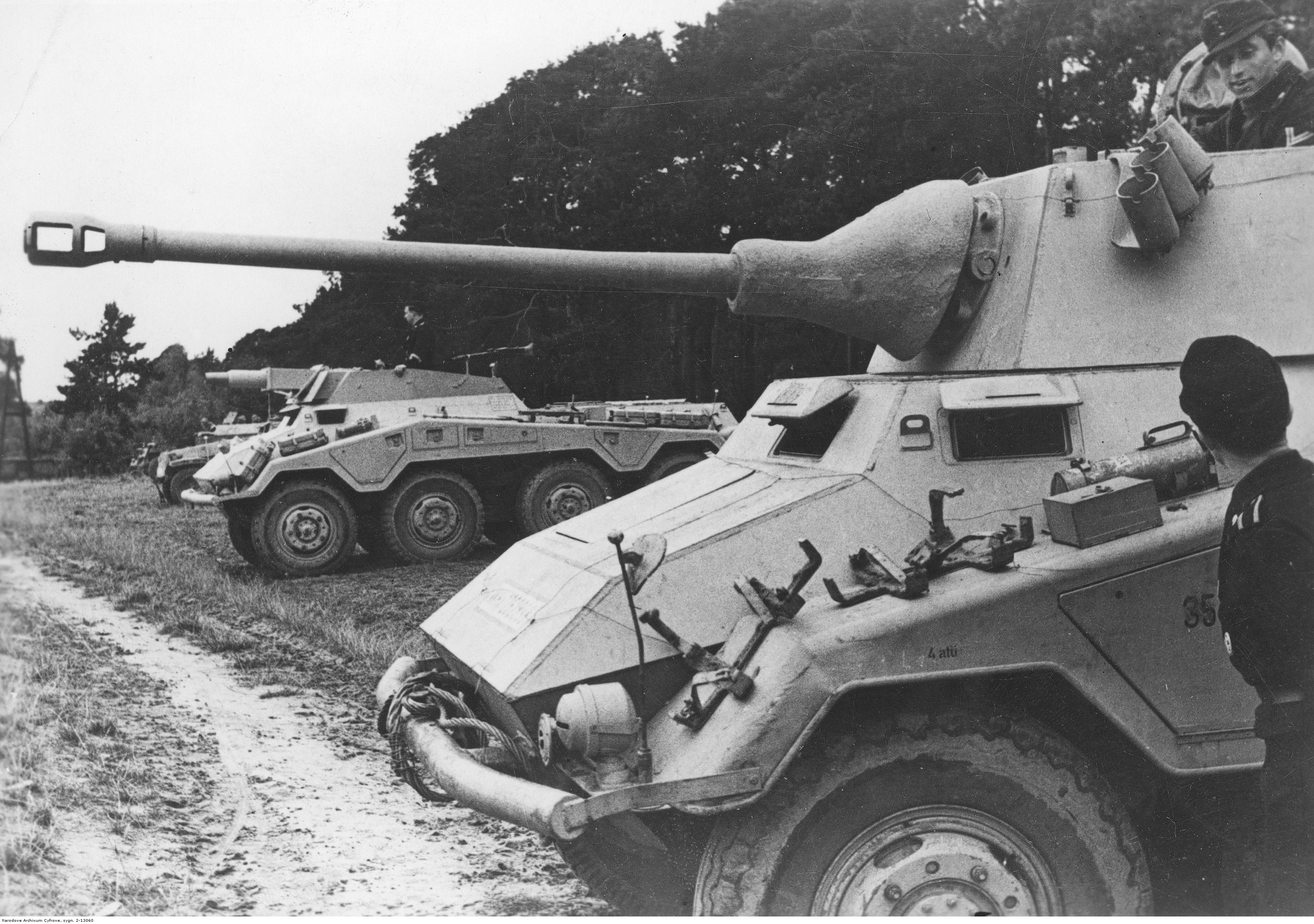
중무장 정찰 차량. 1944 사진, 앞에는 포탑형 Sd.Kfz 234/2 이, 뒤에는 단포신 곡사포로 무장된 오픈 탑 Sd.Kfz 234/3가 있다.

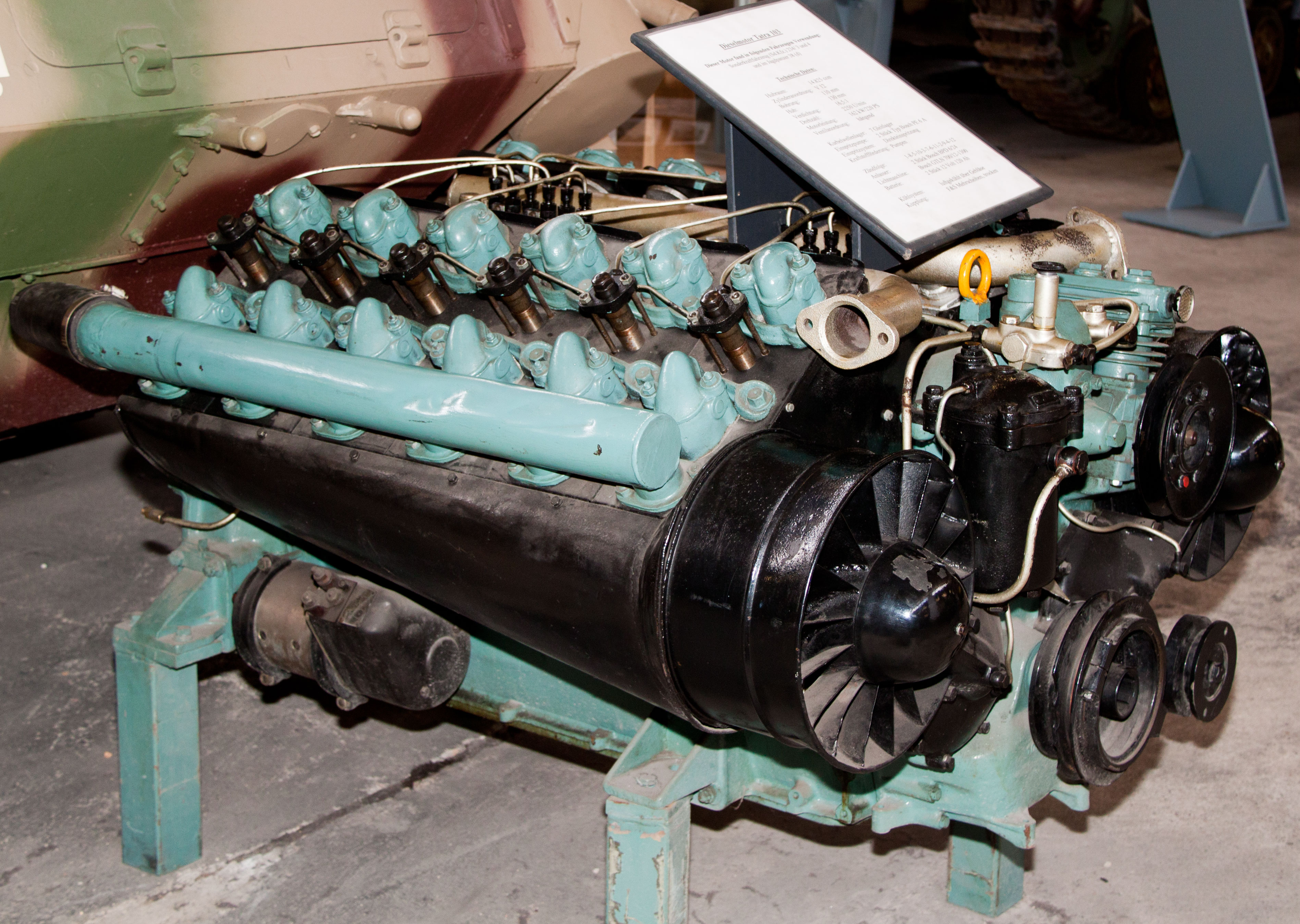
타트라 103 엔진. 독일 전차박물관

1942 7월, 첫 프로토타입 평가가 시작되었다. 첫 장착된 엔진의 소음으로 새 엔진을 개발했다. 엔진은 공랭식 테트라104 디젤 엔진이다. Sd.Kfz. 234는 독일에서 최초이자 마지막으로 개발된 공랭식 장갑차량이다. 공랭식 엔진 채용은 개선된 엔진이 개발되기 전까지 임시방편으로 사용된 것이다. 하지만 후기 엔진이 개발되지 않아 테트라 103엔진은 차량 생산이 끝날 때까지 사용되었다.

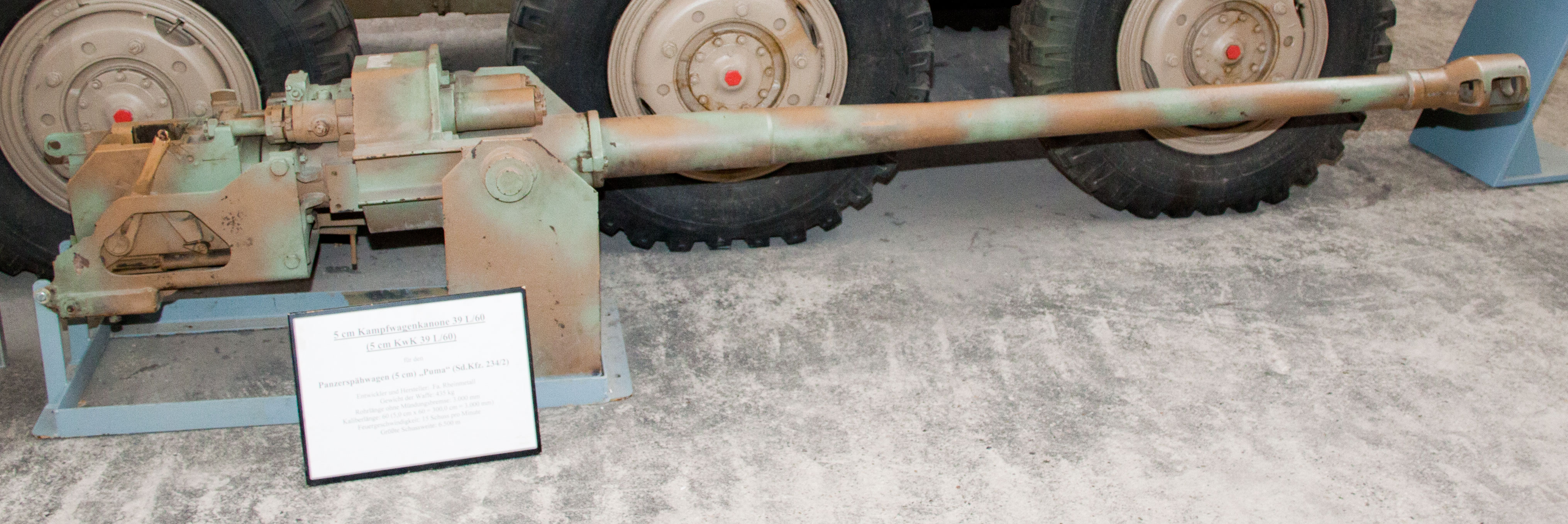
Sd.Kfz. 234/2에 사용된 5 cm KwK 39/1 포. 전차 박물관

잘 알려진 차량은 Sd.Kfz. 234/2이다. 회전식 포탑과 5cm L/60 포를 장착했으며, '푸마'라는 별명으로 불렸다고 문헌들에 언급되어 있지만 확실한 출처는 없다. 이는 초기형에서 변경된 것으로, 초기형인 Sd.Kfz. 234/1은 개방형포탑, (Hängelafette 38) 2cm KwK 38 포를 장착했다.
Sd.Kfz. 234/3는 234/1과 동시에 생산 되었다. 개방형 포탑 구조로 단포신 7.5 cm K51 L/24 포를 장착했다. 대인용으로 사용되었으나, 성형작약탄 사용시 5cm L/60 포의 관통력을 돌파했다. 1944년 중반부터 1944년 말 234/4로 이전되기 전까지 생산됐다.
최후기형인 Sd.Kfz. 234/4는 L/24 포를 대체하여 7.5cm L/46 PaK 40을 장착했다. 이는 대전차포의 기동성을 높이기 위한 시도였다. 1944년 말부터 종전인 1945년까지 생산 되었다.

## 배치
길어진 엔진 개발로 인해 서부 사막 전역이 종결된 후에 배치되었지만, 서부 및 동부 전선에서 유용하다고 인정되었다. 1944년 234는 강력한 위력에도 많이 생산되지 않고 20mm 포를 장착한 복잡하지 않은 234/1로 대체됐다.  Sd.Kfz. 234 2대가 조를 이뤘는데, 하나는 장거리 수신 라디오 라디오를 사용하며 다른 하나는 단거리 수신 라디오를 사용했다. 장거리 라디오 차량은 차체 왼쪽에 큰 "별" 모양 안테나로 식별할 수 있었다.
Sd.Kfz. 234/2가 배치된 사단.
- 기갑교도사단 -25대
- 제 2 기갑사단 -25대
- 제 1 SS 기갑사단 -16대
- 제 20 기갑사단 -16대
- 제 7 기갑사단 -확인되지 않음
- 제 13 기갑사단 -확인되지 않음
- 브란덴부르크 기갑척탄병 -1945 년 1월 2일

## 파생형
네 가지 파생형이 있다.

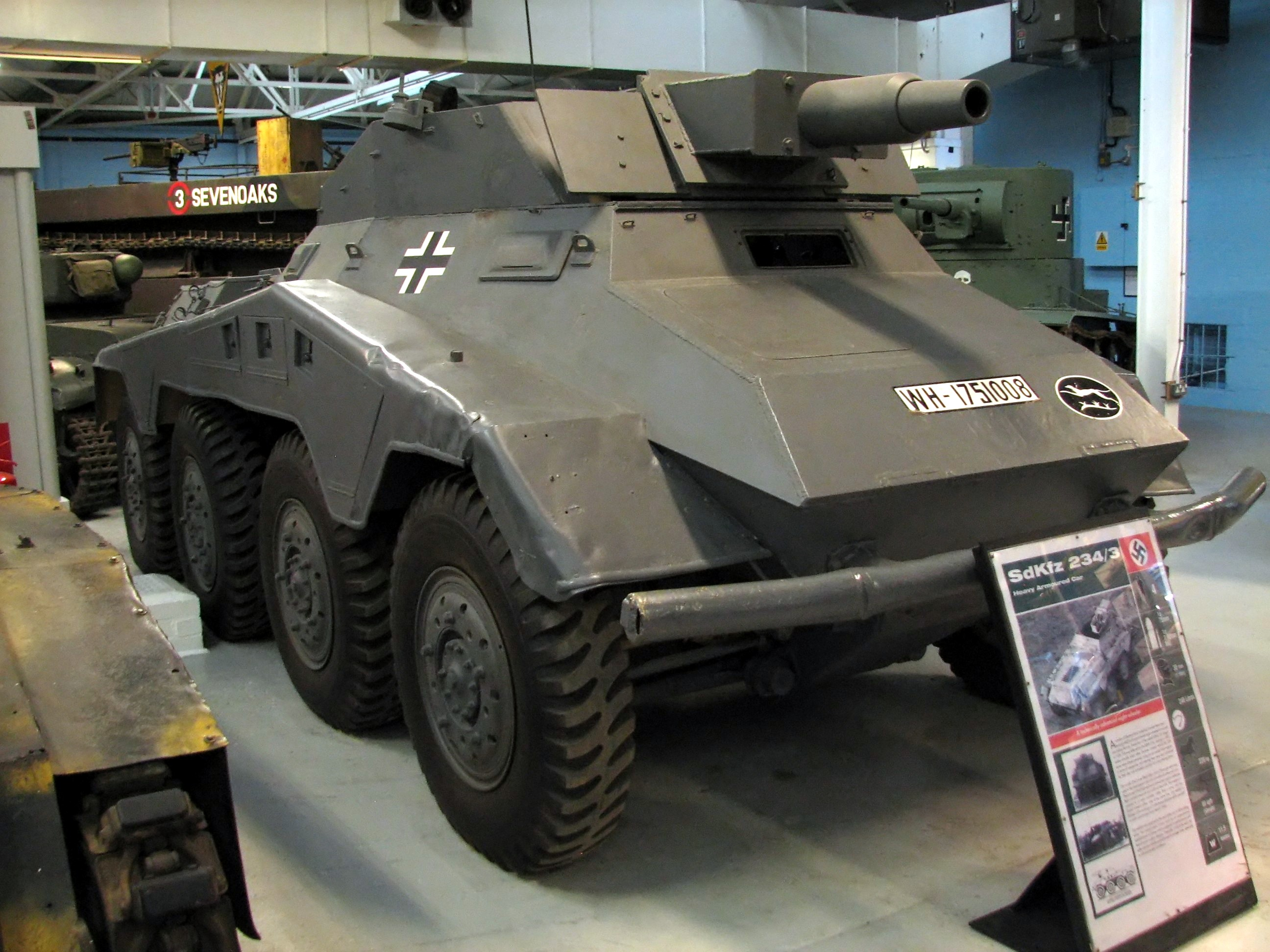
Sd.Kfz. 234/3, 영국 보빙턴 전차 박물관

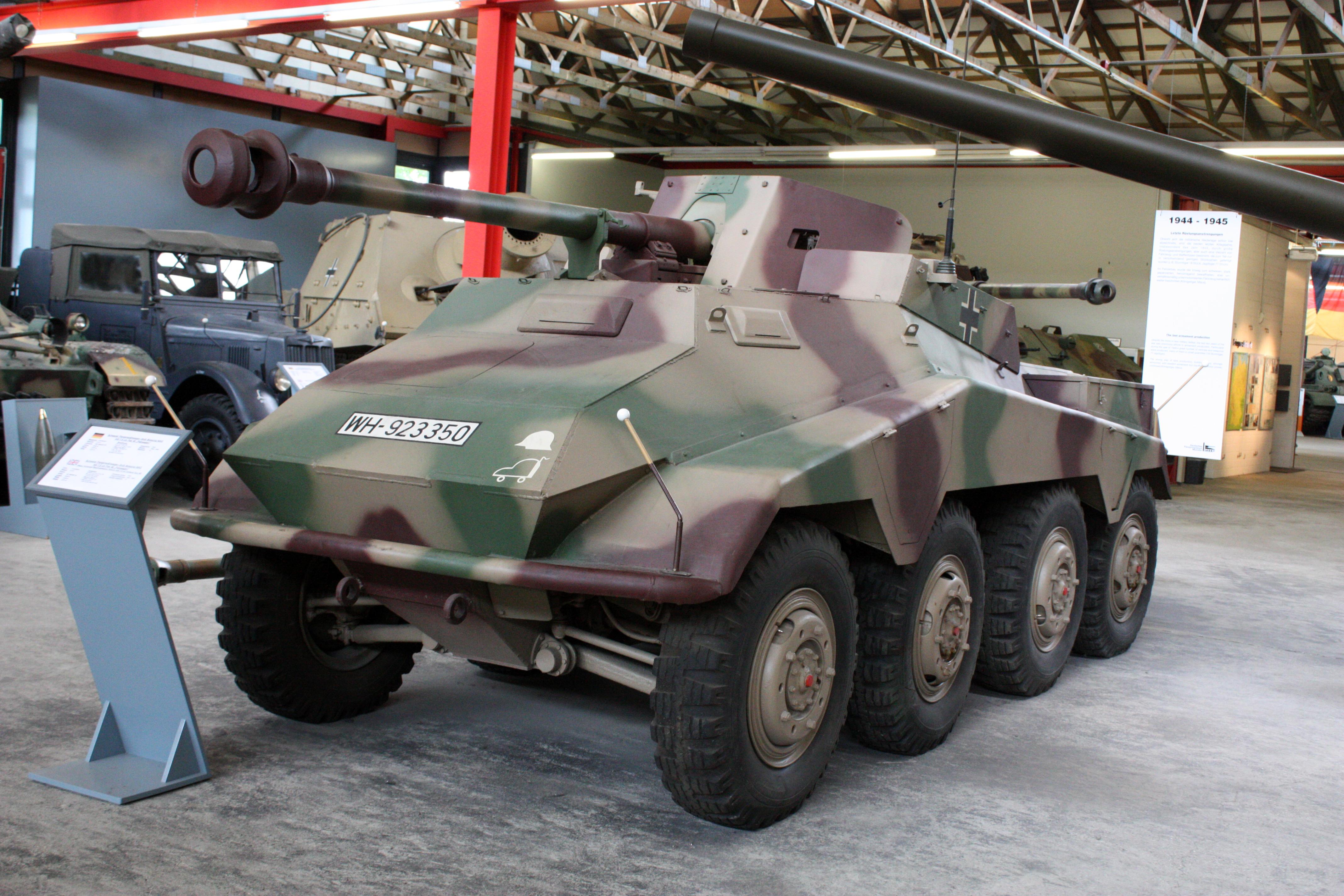
Sd.Kfz. 234/4 대전차차량, 독일 문스터 전차박물관

- 234/1 – 1 x 2cm KwK 38 L/55 기관포, 1 x 7.92mm MG 42 기관총. 개방형포탑.  200 대 생산 되었다.[5]
- 234/2  – 1 x 5cm KwK 39 L/60 gun, 1 x MG 42. VK 1602 레오파르트 경전차의 포탑 사용. 포탑 정면은 20º 경사에 30 밀리미터 (1.2 in) 장갑으로 보호 되었으며, 측면과 후면은 25° 10mm였고 포탑의 상단은  10 밀리미터 (0.39 in)였다. 포방패는 40 ~ 100 밀리미터 (1.6 ~ 3.9 in) 두께였다. 1943년 9월부터 1944년 9월까지 101대가 생산 되었다.[5]
- 234/3 – 1 x 7.5cm K51 L/24 개방형 포탑.  1944년 6월부터 12월까지 88대가 생산 되었다.
- 234/4  – 1 x 7.5cm PaK 40 L/46 개방형 포탑.  1944년 12월부터 1945년 3월까지 89대가 생산 되었다.

## 참고자료
- Hogg, Ian V. Greenhill Armoured Fighting Vehicles Data Book, p. 221, "Sd.Kfz. 234/1", "Sd.Kfz. 234/2", "Sd.Kfz. 234/3", & "Sd.Kfz. 234/4". London: Greenhill Books, 2000. ISBN 1-85367-391-9ISBN 1-85367-391-9.
- Hogg, Ian V., and Weeks, John. Illustrated Encyclopedia of Military Vehicles, p. 185, "Sd.Kfz. 232, 233, and 234 (8 rad) Armoured Cars". London: Hamlyn, 1980. ISBN 0-600-33195-4ISBN 0-600-33195-4.
- "s. 보관됨 2020-06-09 - 웨이백 머신 Pz. Sp. Wg. (5 cm) Sd. Kfz. 234/2: German 8-Wheeled Armored Car 보관됨 2020-06-09 - 웨이백 머신", Catalog of Enemy Ordnance, U.S. Office of Chief of Ordnance, 1945.